# Ashley Madison
Ashley Madison est un site de rencontres en ligne et un site de réseautage social canadien. Le public visé est celui des internautes mariés, ou du moins vivant en couple, et souhaitant avoir une relation extraconjugale. Son slogan est « Life is short. Have an affair. » (en français « La vie est courte. Tentez l'aventure. »). Ouvert en 2001,, le nom du site provient de deux prénoms féminins populaires, « Ashley » et « Madison ».
Selon SimilarWeb, le site a plus de 124 millions de visites par mois courant 2015 et est classé 18e parmi les sites pour adultes.
Le site a fait l'objet d'une grande attention le 15 juillet 2015, quand des hackers sont parvenus à récupérer la liste des clients du site ainsi que leurs données personnelles — dont leurs noms, adresses, fantasmes sexuels et numéros de cartes de crédit — et menaçaient de publier ces informations si Ashley Madison et le site lié EstablishedMen.com n'étaient pas fermés. Le 22 juillet, les prénoms des clients furent publiés par les pirates ; toutes leurs données personnelles furent ensuite publiées le 18 août 2015. D'autres données (dont certaines adresses électroniques du dirigeant de la société responsable du site) furent révélées deux jours plus tard. Les données incluaient également les informations sur les clients qui avaient payé 19 $ pour complètement disparaitre du site.

## Communauté
Ashley Madison est un site dont les services sont réservés aux utilisateurs inscrits. Basé au Canada, il fédère 39 millions d'utilisateurs dans 53 pays.
| Région                           | Pays |
| -------------------------------- | --- |
| Amérique du Nord                 | Canada, États-Unis, Mexique |
| Amérique du Sud                  | Argentine, Brésil, Chile, Colombie, Pérou, Venezuela |
| Europe de l'Ouest                | Royaume-Uni, Irlande, Allemagne, Autriche, Suisse, Espagne, Danemark, Italie, Pays-Bas, France, Belgique, Portugal, Grèce, Suède, Finlande, Norvège, Luxembourg |
| Europe de l'Est et Asie centrale | Lettonie, Slovenie, Pologne, Hongrie, Estonia, République Tchèque, Russie, Crimée, Ukraine, Biélorussie, Kazakhstan                                             |
| Océanie                          | Australie, Nouvelle-Zélande |
| Afrique subsaharienne            | Afrique du Sud |
| Asie de l'Est et du Sud-Est      | Hong Kong, Macao, Chine, Japon, Philippines, Taiwan, Corée du Sud, Thaïlande, Singapour                                                                         |
| Asie du Sud                      | Inde, Pakistan |
| Moyen-Orient et Afrique du Nord  | Israël, Turquie |

L'entreprise annonce en 2014 son intention de se lancer à Singapour. Toutefois, l’autorité du développement des médias (« Media Development Authority ») de Singapour interdit à Ashley Madison d'avoir des activités sur son territoire car le site « fait l'apologie de l'adultère et est irrespectueux des valeurs de la famille ».
En réponse à cette interdiction, le dirigeant de Ashley Madison affirme qu'il pense que les interdictions de ce genre sont inutiles et ne font qu'empirer l'état des choses. « L'Asie du Sud-Est n'est ni trop conservatrice, ni trop difficile à atteindre. Nous avons eu du succès au Japon et à Hong-Kong. Nous aurons du succès à Taïwan et en Corée. Nous trouverons un moyen de nous installer dans les Philippines et en Thaïlande. Et enfin, je suis persuadé qu'Ashley Madison sera disponible à tous à Singapour. Je le crois, vraiment ».

## Modèle économique
Contrairement à Match.com ou eHarmony, le modèle économique d'Ashley Madison repose sur un système de jetons plutôt que sur les abonnements mensuels. Pour démarrer une conversation entre deux membres du site, l'un d'entre eux doit payer 5 jetons ; les messages qui suivent sont gratuits jusqu'à la fin de la conversation. Le site dispose également d'une messagerie instantanée utilisable, pour une certaine durée, contre des jetons. Les utilisateurs enregistrés en tant que femmes peuvent envoyer gratuitement des messages à ceux enregistrés en tant qu'hommes. Ces derniers doivent payer pour lire ces messages ou pour en envoyer à des femmes.
Les utilisateurs qui n'ont jamais dépensé d'argent sur le site et n'ont pas désactivé l'option activée par défaut « Ashley's Angels » peuvent, selon les conditions d'utilisation du site, recevoir de messages générés automatiquement de la part de profils fictifs qui ne sont pas marqués comme tels. Répondre à ces messages peut nécessiter de dépenser des jetons, et donc de payer. Le site précise que cette fonctionnalités est là « à des fins de divertissement ».
Le site fait également payer la suppression de comptes utilisateurs, même si ceux-ci peuvent être cachés gratuitement. La suppression payante permet supposément de supprimer les messages envoyés des boites de réception des destinataires. Toutefois, les révélations de 2015 sur les données stockées par le site ont prouvé que cette « suppression permanente » n'a jamais été effective.

### Utilisation de robots
Le site Gizmodo estime, d'après son analyse de la base de données piratée, que 20 millions de profils masculins ont été contactés par des robots et qu’il y avait 70 000 robots féminins.

### Garantie
L'entreprise propose aux utilisateurs qui payent le plus une garantie qu'ils « trouveront avec succès ce qu'ils cherchent » contre remboursement[source insuffisante]. Toutefois, cette garantie n'est valable que sous certaines conditions : il faut avoir souscrit au pack le plus cher ; envoyer de messages payants à 18 autres utilisateurs chaque mois et ce, pendant trois mois ; envoyer 5 cadeaux Ashley Madison par mois et utiliser le chat payant au moins 60 minutes par mois[réf. souhaitée].

## Piratage et fuite de données
Le 15 juillet 2015, le site se fait pirater par un groupe de hackers se nommant « The Impact Team ». Celui-ci affirme avoir volé des données personnelles sur la base de données d'utilisateurs du site, et menace de publier beaucoup de noms d'utilisateurs inscrits ainsi que d'autres données personnelles si le site n'était pas fermé immédiatement. À cause de la politique du site qui est de ne pas supprimer les données sur ses utilisateurs, dont leur état civil, leur adresse, leur historique de recherche et leurs numéros de carte de crédits, beaucoup d'inscrits ont eu peur d'être humiliés. 
Le 20 juillet 2015, le site précise que les mesures pour sécuriser Ashley Madison ont été adoptées en fermant les points accès non autorisés. Il annonce également la gratuité de la suppression permanente de données personnelles.
Le 18 août, le groupe de pirates envoie toutes les données sur un site du dark web avec un message et un lien vers un fichier torrent contenant presque 10 Go de données. Décompressé, le tout atteint au moins 60 Go. Des experts confirment la validité des informations divulguées.
Le 20 août, The Impact Team publie d'autres données dont le volume, cette fois-ci, atteint 20 Go. Des journalistes et experts en sécurité découvrent qu'un fichier de 13 Go, lequel contenait supposément l'adresse email du dirigeant d'Ashley Madison, Noel Biderman, contenait des erreurs.
Le 21 août, les pirates divulguent les adresses email de Noel Biderman, une fois encore, au sein d'un fichier de 19 Go. Le groupe prétend disposer de 300 Go supplémentaires de données contenant des documents et emails internes, des messages privées entre les utilisateurs. Un tiers de ces données serait constitué de photos de sexes envoyées sur le réseau par les clients du site. The Impact Team dit vouloir publier ces données si Avid Life Media continue de refuser de fermer Ashley Madison, dont elle est propriétaire.